# بنای آرامگاهی

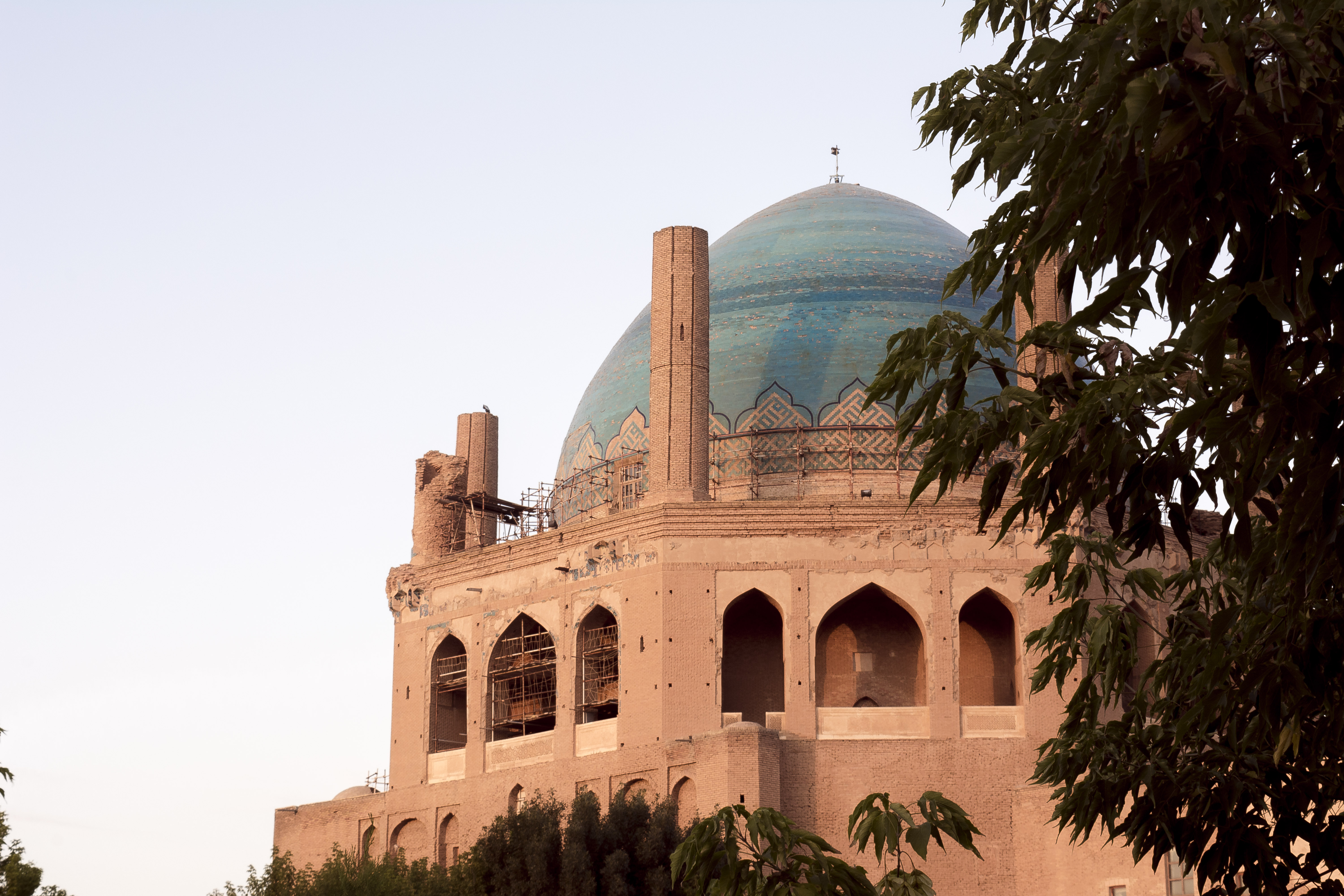
بنای دوره سلجوقیان

بنای آرامگاهی مربوط به دوره سلجوقیان است و در شهرستان مهریز، بخش مرکزی، دهستان خورمیز، روستای سریزد، قبرستان قدیمی واقع شده و این اثر در تاریخ ۱۵ دی ۱۳۸۷ با شمارهٔ ثبت ۲۴۳۳۸ به‌عنوان یکی از آثار ملی ایران به ثبت رسیده است.